# B2G
B2G(business-to-government, business-to-administration), 곧 기업과 정부간 전자상거래(B2G)는 정부가 조달 예정상품을 가상상점에 공시하고, 기업들은 가상점을 통해서 공급할 상품을 확인하고, 거래를 성사시키는 일련의 과정을 인터넷을 통해 처리하는 것이다. 전자정부 구현을 위한 인프라 구축과 주요 공공정보자료에 대한 문서공증에 따른 정보보호 효과는 물론, EDI, GALS 등의 정보기술을 응용하여 업무의 효율을 증가시킬 뿐만 아니라 투명한 거래를 촉진시키는 부수적인 효과도 있다.

## 같이 보기
- B2B
- B2C
- 마케팅